# Йохан фон Кьонигсег
Йохан (VI) фон Кьонигсег (на немски: Johann (VI) Freiherr von Königsegg zu Aulendorf; † 3 септември 1544, Аулендорф) от стария швабски благороднически род Кьонигсег, е фрайхер на Кьонигсег и Аулендорф, Марщетен и Ебенвайлер. Замъкът Кьонигсег днес е част от Гугенхаузен в Баден-Вюртемберг.

## Произход
Той е син на фрайхер Марквард фон Кьонигсег-Аулендорф († 11 ноември 1506) и съпругата му маршалка Магдалена фон Папенхайм († 1 юни 1493), дъщеря на маршал Георг I фон Папенхайм († 1485) и Урсула фон Валдбург († 1464).

## Фамилия
Йохан фон Кьонигсег се жени на 28 август 1505 г. за Доротея (Анна) Йохана фон Валдбург († 30 януари 1513), дъщеря на трухсес Йохан III фон Валдбург-Цайл-Валдзее († 1511) и графиня Хелена фон Хоенцолерн (1462 – 1514).
Те имат децата:
- Йохан Марквардт фон Кьонигсег († 29 март 1553)
- Йохан Георг фон Кьонигсег (* 1507; † 17/30 юли 1528)
- Йохан Якоб фон Кьонигсег-Ротенфелс (* ок. 1508; † 27 юли 1567), господар на Кьонигсег и Ротенфелс, женен на 11 май 1556 г. за графиня Елизабет фон Монфор-Ротенфелс-Петербург († сл. 1556), дъщеря на граф Хуго XVI (XIV) фон Монфор-Ротенфелс-Васербург († 1564)
- Хелена фон Кьонигсег (* 15 март 1509 в Аулендорф; † 20 април 1566 в Ландау), омъжена на 16 юни 1524 г. за граф Фридрих I фон Льовенщайн (* 19 август 1502; † 2/3 февруари 1541)
- Ханс Кьонигсекер